# Demonstrace na Rudém náměstí v roce 1968

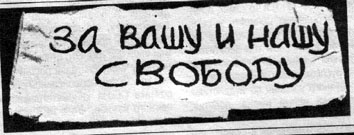
Za vaši a naši svobodu

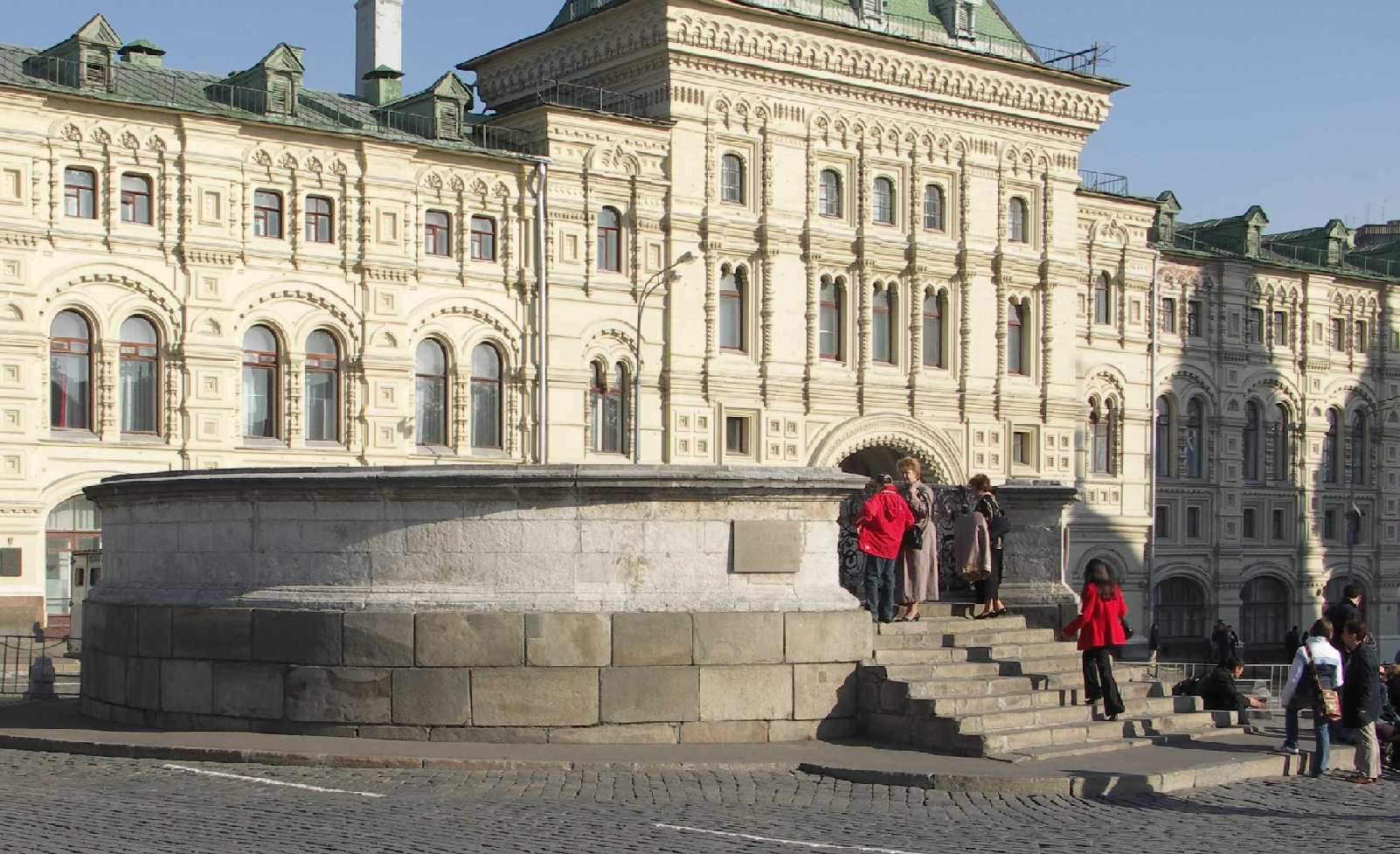
Lobnoje mesto, 2005

Demonstrace na Rudém náměstí v roce 1968 (rusky Демонстрация 25 августа 1968 года) se konala 25. srpna 1968 na moskevském Rudém náměstí v tehdejším Sovětském svazu, a to na protest proti invazi vojsk Varšavské smlouvy v čele se Sovětským svazem do Československa. Invaze měla za následek potlačení pražského jara a pokusu uvolnit režim a spustit proces částečné demokratizace v komunistickém Československu, tzv. obrodný proces.
Mnoho lidí po celém světě demonstrovalo proti vojenskému vpádu Sovětského svazu a jeho spojenců do Československa. Jedna z demonstrací se uskutečnila i v Moskvě. Účastníci se shromáždili u místa pranýře zvaného Lobnoje mesto, což je kamenná plošina nacházející se před chrámem Vasila Blaženého na Rudém náměstí.

## Protest

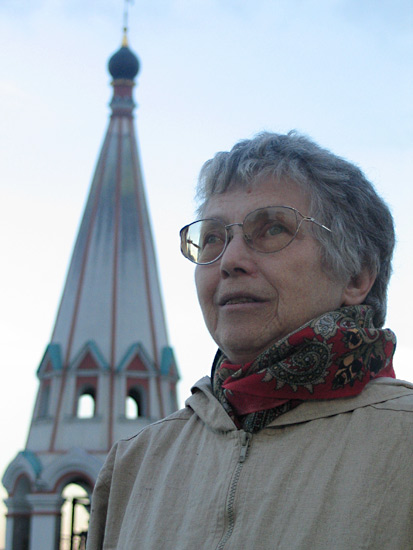
Natalja Gorbaněvská

Protest začal v poledne, sešlo se osm lidí, konkrétně lingvista Konstantin Babickij, básník Vadim Delone, dělník Vladimir Dremljuga, anglista Viktor Fajnberg, básnířka a překladatelka Natalja Gorbaněvská, fyzik Pavel Litvinov, lingvistka Larisa Bogorazová a Taťjana Bajevová.
S sebou měli malou československou vlaječku a transparenty s různými hesly, včetně:
- "Ztrácíme naše nejlepší přátele" («мы теряем лучших друзей»),
- "Ať žije svobodné a nezávislé Československo!" (transparent protestující napsali v českém jazyce)
- "Hanba okupantům" («Позор оккупантам!»),
- "Ruce pryč od ČSSR" («Руки прочь от ЧССР!»),
- "Za vaši a naši svobodu" («За вашу и нашу свободу!»),
- "Svobodu pro Dubčeka" («Свободу Дубчеку!»).

Během několika minut byli demonstranti napadeni, naloženi do aut KGB a převezeni na policejní stanici. Československá vlajka byla zničena a transparenty zabaveny. Vzhledem k tomu, že Natalja Gorbaněvská měla krátce po porodu, nestanula před soudem. Ostatní účastníci demonstrace také přesvědčili teprve 21letou Taťjanu Bajevovou, aby prohlásila, že na místě byla náhodou a s celou akcí nemá nic společného. Krátce na to byla propuštěna.

## Tresty
Zadržení byli odsouzeni k několikaletým trestům vězení, k pobytu v pracovních táborech nebo ve vyhnanství. Viktor Fajnberg a Natalja Gorbaněvská k psychiatrické léčbě. Po propuštění většina z účastníků protestu emigrovala do Francie a Spojených států amerických.

## Připomenutí
V roce 2013 byl protest zopakován, nicméně vše proběhlo pokojněji než v roce 1968. Ruská policie zadržela desítku lidí, kteří si přišli připomenout sovětskou invazi do Československa a žádat také větší svobodu v současném Rusku. Českou diplomacii zásah policie překvapil – žádala od ruské strany, aby demonstranty netrestala. Ministerstvo zahraničních věcí Slovenské republiky se nechalo slyšet, že si demonstrantů váží, ale odmítlo hodnotit, jestli porušili ruské zákony nebo nikoliv.
Při 50. výročí demonstrace 25. srpna 2018 se na Rudém náměstí konala vzpomínková akce. Účastnilo se jí 40–50 lidí včetně Pavla Litvinova. Když se pokusili rozvinout plakát se stejným heslem jako v roce 1968, ruská policie zatkla 3 lidi. Zatčen byl synovec Vadima Deloneho a aktivista za lidská práva Sergej Šarov-Delone, politik Leonid Gozman a vnučka Natalje Gorbaněvské Anna Krasovická. Krasovická rovněž požadovala svobodu pro vězněného ukrajinského aktivistu Oleha Sencova. Český prezident Miloš Zeman se rovněž k 50. výročí hodlal setkat s posledními třemi dosud žijícími účastníky původní demonstrace. Z této myšlenky však sešlo, protože ji dotyční (v čele s Pavlem Litvinovem) odmítli.

## Medaile za zásluhy pro Natalji Gorbaněvskou
U příležitosti posmrtného vyznamenání ruské disidentky Natalji Gorbaněvské vystoupili s protestem dva její kolegové ze skupiny „osmi statečných“, Viktor Fajnberg a Pavel Litvinov, kteří odsoudili postoj Miloše Zemana k ukrajinské krizi, dle nich odporující ideálům Gorbaněvské. Odmítli proto prezidentovo pozvání. Syn Gorbaněvské, Jaroslav Gorbaněvskij, uvedl, že pouze její ocenění nemá logiku a že by mělo být oceněno i ostatních sedm, dosud žijících protestujících z roku 1968. Po úvaze však vyznamenání in memoriam za svou matku převzal, neboť je podle něj Zeman pouze nástrojem vztahů mezi Českem a Ruskem.